# Archifonem
Archifonem – głoska występująca w miejscu, w którym doszło do neutralizacji (zaniku) jakiejś opozycji fonologicznej. Jest to zatem element, który obejmuje cechy dystynktywne wspólne dla dwu członów opozycji fonologicznej, nie obejmuje zaś cechy zneutralizowanej, różniącej te fonemy. Innymi słowy archifonem nie jest w pełni scharakteryzowany pod względem cech dystynktywnych danego języka .
Na przykład w języku polskim cecha dźwięczności obstruentów jest dystynktywna (por. tom : dom), jednak na końcu wyrazu cecha ta ulega neutralizacji i w tej pozycji w wyrazie możliwa jest jedynie spółgłoska bezdźwięczna (stąd wyrazy kot oraz kod wymawiane są identycznie: [kɔt]). Tradycyjnie archifonemy oznacza się wielkimi literami (w wyniku neutralizacji fonemów /t/ i /d/ powstaje archifonem /T/) .
Archifonem może być realizowany jako głoska identyczna z realizacją któregoś z fonemów opozycji (tak jest z polskim archifonemem /T/, realizowanym tak samo jak fonem /t/, a mianowicie jako [t]). Może być on jednak także realizowany jako głoska różna od któregokolwiek z alofonów tych fonemów, które podlegają neutralizacji (np. w niektórych dialektach zachodniośląskich samogłoski /e/ oraz /o/ ulegają neutralizacji w pozycji przed /u/ i pojawia się w tym miejscu samogłoska [ø]) .
Termin ten został wprowadzony przez N. Trubeckiego w 1939 roku . Koncepcja archifonemu pozwoliła na usunięcie problemu występującego w strukturalizmie, według którego głoska będąca w danym języku fonemem nie może być równocześnie innym fonemem, podczas gdy intuicyjnie [t] raz jest realizacją fonemu /t/ (w wyrazie kot), a raz fonemu /d/ (w wyrazie kod). Zyskała popularność w niektórych nurtach tej szkoły językoznawczej, dominującej w połowie XX w., zwłaszcza w szkole praskiej. Amerykańscy strukturaliści jednak jej nie używali, a w późniejszych odmianach szkoły praskiej również została zarzucona.  